# Administração pública

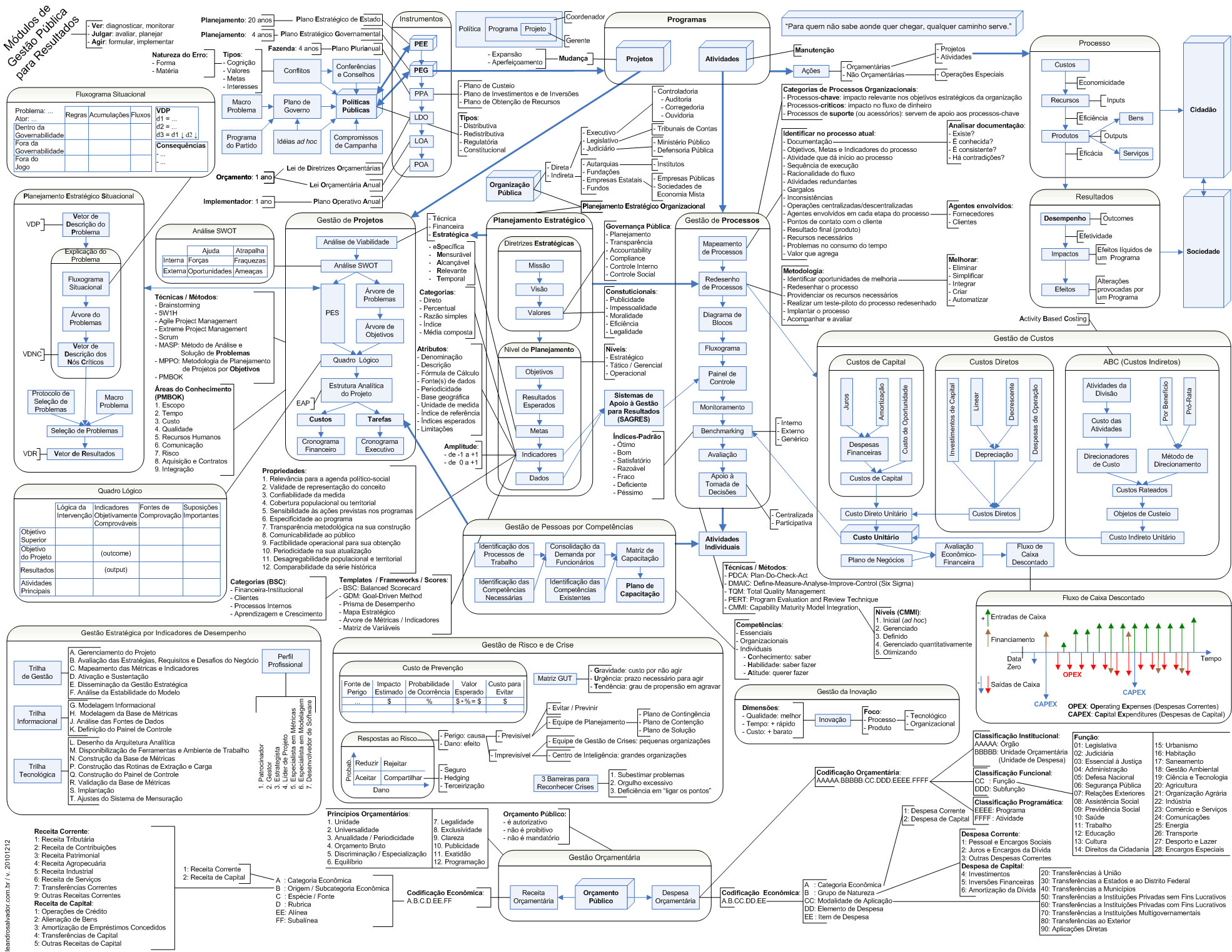
Um mapa mental sobre Gestão Pública

A administração pública (ou gestão pública) se define como o poder de gestão do Estado, no qual inclui o poder de legislar e tributar, fiscalizar e regulamentar, através de seus órgãos e outras instituições; visando sempre um serviço público efetivo. A administração se define através de um âmbito institucional-legal, baseada na Constituição, leis e regulamentos. Originou-se na França, no fim do século XVIII, mas só se consagrou como ramo autônomo do direito com o desenvolvimento do Estado de Direito. Teve como base os conceitos de serviço público, autoridade, poder público e especialidade de jurisdição.
Os princípios norteadores da administração pública e do próprio direito administrativo foram os da separação das autoridades administrativas e judiciária; da legalidade; da responsabilidade do poder público; e, decisões executórias dos atos jurídicos, emitidos unilateralmente.
Um problema comum na administração pública é que as decisões executórias, através das criadas autoridades administrativas (criadas através da separação destas das autoridades judiciárias, o que foi um dos princípios norteadores dessa atividade), frequentemente conferem privilégios à administração pública, contrapondo-se ao ideal de igualdade perante a lei. Essas prerrogativas e privilégios que lhe são outorgadas, permitem-lhe assegurar a supremacia do interesse público sobre o particular. É importante, assim, que decorra da lei o fundamento para as decisões administrativas.
Recebe a designação de "reforma administrativa" o uso deliberado de autoridade e influência na aplicação de novas medidas a um sistema administrativo para alterar seus objetivos, estruturas organizacionais e procedimentos com o objetivo de aumentar a qualidade, eficiência e eficácia no desenvolvimento dos serviços prestados.

## Etimologia
São indicadas por Oswaldo Aranha Bandeira de Mello duas versões para a origem do vocábulo administração. A primeira é que esta vem de ad (preposição) mais ministro, mais are (verbo), que significa servir, executar; já a segunda vem de ad manus trahere, que envolve ideia de direção ou gestão. Nas duas hipóteses, há o sentido de relação de subordinação, de hierarquia. O mesmo autor demonstra que a palavra administrar significa não só prestar serviço, executá-lo, como também dirigir, governar, exercer a vontade com o objetivo de obter um resultado útil; até em sentido vulgar, administrar quer dizer traçar um programa de ação e executá-lo ou também tendo a definição que Administrar é: Coordenar, Planejar, Controlar, Padronizar, Organizar e Executar.[carece de fontes?]

## Modelos
Na Europa, existem basicamente quatro modelos de gestão da administração pública, o modelo nórdico (Dinamarca, Finlândia, Suécia e Países Baixos), o modelo anglo-saxão (Reino Unido e Irlanda), o modelo renano ou continental (Áustria, Bélgica, França, Alemanha e Luxemburgo) e o modelo mediterrâneo (Grécia, Itália, Portugal e Espanha).
Fora da Europa, países de colônia inglesa quase em sua totalidade adotam o modelo anglo-saxão. Na América Latina a preferência é o modelo mediterrâneo, a exemplo do Brasil. Na Ásia, especialmente no Japão e na Coreia do Sul adotam um modelo semelhante ao renano e ao mediterrâneo.
- O modelo mediterrâneo é mais focado no sistema de carreira, se caracteriza pelo baixo status do funcionalismo, forte intervenção da política na administração e níveis elevados de proteção ao emprego.
- O modelo nórdico e anglo-saxão são semelhantes com algumas diferenças, é mais focado no sistema de emprego, adota o alto status do funcionalismo público, baixa intervenção da política na administração, níveis elevados de empregabilidade e seguro-desemprego. Em relação aos níveis de emprego, os modelos nórdico e anglo-saxão apresentam níveis elevados, sendo o nórdico melhor para a redução das desigualdades. No caso nórdico, é adotada uma alta descentralização e independência dos serviços (modelo de agência).
- O modelo renano ou continental apresenta um meio termo, adota elevado status do funcionalismo público com alta interferência de sindicatos, que são considerados uma categoria especial.[2]

### Regimes de contratação de pessoal
Entre o pessoal da administração pública há diferenças importantes relativamente ao direito pertinaz ao exercício da função, diferenças estas que variam em razão do regime jurídico no qual se insere o agente público; chama-se regime estatutário do exercente de cargo público, e as bases deste regime são as mesmas do regime jurídico-administrativo comum. O servidor público - denominação concedida ao ocupante de cargo público, logo submetido a regime estatutário - se distingue do empregado público, que, apesar de também ser espécie do gênero agente público, é regido pela legislação contratual trabalhista (no Brasil, por exemplo, o empregado público mantém suas relações jurídicas com base na Consolidação das Leis Trabalhistas (CLT) - daí o neologismo celetista); a tabela abaixo mostra as principais diferenças entre referidos regimes:
| Regime jurídico-administrativo                        | Regime contratual trabalhista                                |
| ----------------------------------------------------- | ------------------------------------------------------------ |
| Legislação estatutária                                | Legislação de direito privado                                |
| Ênfase na habilitação literária                       | Ênfase na experiência profissional                           |
| Estabilidade                                          | Rotatividade (foco no contrato)                              |
| Promoções reservadas                                  | Promoções abertas                                            |
| Remuneração por estatuto                              | Remuneração por contrato (acordo coletivo)                   |
| Progressão salarial                                   | Sem progressão salarial                                      |
| Foco na lealdade, nos procedimentos e na objetividade | Foco nos resultados e no desempenho                          |
| Seguridade específica                                 | Seguridade igual ao do setor privado                         |
| Participação de sindicatos regulamentada              | Participação de sindicatos da mesma forma do direito privado |

## No Brasil
Quanto ao Brasil, o país adotou ao longo de sua história três modelos de administração do Estado: o patrimonialista, em que não havia diferenciação entre os bens públicos e privados; o burocrático, advindo da desorganização do Estado na prestação dos serviços públicos, além da corrupção e do nepotismo; e por fim, o modelo gerencial, fruto das mudanças da segunda metade do século XX. Esse modelo, apesar de não ser estático, se encontra dessa maneira no Brasil, visto que a influência do Direito Administrativo francês acaba por lhe conferir uma maior rigidez organizacional.  Contudo, o país também sofreu interferências norte-americanas, através do presidencialismo, o que imprimiu uma flexibilidade e politização na Administração brasileira. 
 Apenas, com a Carta Magna de 1988 que a legislação tornou-se mais rígida em relação à burocracia. A "reestruturação das bases do projeto brasileiro", para a inovação do modelo administrativo, só veio com a implantação do "Plano Diretor da Reforma do Aparelho do Estado" (PDRAE), em 1995. Essa mudança não desprezou as características dos antigos modelos, entretanto, seu avanço se garantiu pela implementação de uma administração mais autônoma e responsável perante a sociedade.
O modelo gerencial de administração pública ou simplesmente gerencialismo é meio de implementação das políticas públicas previamente desenvolvidas e aceitas pela organização. Neste modelo, a administração pública passa a enfatizar a eficiência, a qualidade e a efetiva concretização do regime democrático, mediante a participação mais intensa dos cidadãos.
A administração no Brasil aconteceu de três formas, sendo a primeira na época do Império; a administração pública patrimonialista onde o Estado nomeava pessoas de confiança e altos-oficiais para exercer cargos políticos. Esta fase é seguida, após a instalação da república, pelo nepotismo e grande corrupção no serviço público, indo até a Constituição de 1934. Já na Era Vargas, houve a administração pública burocrática, com a finalidade combater a corrupção e o nepotismo, orientando-se pelos princípios da profissionalização, da ideia de carreira, da hierarquia funcional, da impessoalidade, do formalismo, características do poder racional legal. Atualmente, há uma transição para a administração pública gerencial, a qual busca a otimização  e expansão dos serviços públicos, visando a redução dos custos e o aumento da efetividade e eficiência dos serviços prestados aos cidadãos.
Nos termos da Constituição brasileira de 1988, a administração pública deve seguir os princípios da legalidade, impessoalidade, moralidade, publicidade e eficiência.

### Aspectos objetivo e subjetivo
Para alguns doutrinadores brasileiros, a administração pública é conceituada com base em dois aspectos: objetivo (também chamado material ou funcional) e subjetivo (também chamado formal ou orgânico):
- Sentido objetivo, material ou funcional (de atividade): a administração pública é a atividade concreta e imediata que o Estado desenvolve para a consecução dos interesses coletivos, sob regime jurídico de direito público. Neste sentido, a administração pública compreende atividades de intervenção, de fomento, o serviço público e o poder de polícia.
- Sentido subjetivo, formal ou orgânico (de pessoa): a administração pública é o conjunto de órgãos, pessoas jurídicas e agentes, aos quais a lei atribui o exercício da função administrativa do Estado. Neste sentido, a administração pública pode ser direta, quando composta pelos entes federados (União, os estados, o Distrito Federal e os municípios), ou indireta, quando composta pelas entidades autárquicas, fundacionais, sociedades de economia mista e empresas públicas.

O sentido subjetivo do termo foi o preferido do legislador brasileiro, como se observa no Decreto-lei nº 200/67 e na Constituição de 1988. :493

### Administração tributária
Administração tributária, enquanto saber vinculado ao conhecimento científico de administração, é o negócio público associado à estruturação e articulação de meios estatais em torno de processos que visam à obtenção de rendas em favor da esfera pública mediante a exploração econômica de bases tributárias que sustentem os seus objetivos e propósitos.
A Constituição da República Federativa do Brasil de 1988, em seu artigo 37, incisos XVIII e XXII, estabelece que:
XVIII - a administração fazendária e seus servidores fiscais terão, dentro de suas áreas de competência e jurisdição, precedência (prioridade) sobre os demais setores administrativos, na forma da lei;
XXII - as administrações tributárias da União, dos Estados, do Distrito Federal e dos Municípios, atividades essenciais ao funcionamento do Estado, exercidas por servidores de carreiras específicas, terão recursos prioritários para a realização de suas atividades e atuarão de forma integrada, inclusive com o compartilhamento de cadastros e de informações fiscais, na forma da lei ou convênio.
O Poder Constituinte, ciente da importância do tema, concedeu à administração tributária status constitucional, prevendo precedência administrativa, essencialidade ao funcionamento do Estado e recursos prioritários para realização das suas atividades. Cabe à administração tributária prover o Estado com os recursos financeiros necessários ao funcionamento das instituições do três Poderes da República, bem como à implementação das políticas públicas.
Encontra-se em discussão na Câmara dos Deputados a Proposta de Emenda à Constituição nº 186/2007 (PEC 186/2007). De acordo com essa PEC, lei complementar estabelecerá as normas gerais aplicáveis à Administração Tributária da União, dos Estados, do Distrito Federal e dos Municípios, dispondo inclusive sobre direitos, deveres, garantias e prerrogativas dos cargos de sua carreira específica. Além disso, às Administrações Tributárias da União, dos Estados, do Distrito Federal e dos Municípios serão asseguradas autonomia administrativa, financeira e funcional e as iniciativas de suas propostas orçamentárias dentro dos limites estabelecidos na lei de diretrizes orçamentárias.

### Administração direta e indireta
Administração direta é aquela composta por órgãos públicos ligados diretamente ao poder central, federal, estadual ou municipal. São os próprios organismos dirigentes, seus ministérios, secretarias, além dos órgãos subordinados. Não possuem personalidade jurídica própria, patrimônio e autonomia administrativa e cujas despesas são realizadas diretamente através do orçamento da referida esfera. Caracterizam-se pela desconcentração administrativa, que é uma distribuição interna de competências, sem a delegação a uma pessoa jurídica diversa.
Administração indireta é aquela composta por entidades com personalidade jurídica própria, patrimônio e autonomia administrativa e cujas despesas são realizadas através de orçamento próprio. São exemplos as autarquias, fundações públicas, empresas públicas e sociedades de economia mista.
A administração indireta caracteriza-se pela descentralização administrativa, ou seja, a competência é distribuída de uma pessoa jurídica para outra.
São essas as características das entidades pertencentes à administração indireta:
- Autarquias: serviço autônomo, criado por lei, com personalidade jurídica de direito público, patrimônio e receita próprios, para executar atividades típicas da Administração Pública, que requeiram, para seu melhor funcionamento, gestão administrativa e financeira descentralizada;
- Fundação pública: a entidade dotada de personalidade jurídica de direito privado, sem fins lucrativos, criada em virtude de autorização legislativa, para o desenvolvimento de atividades que não exijam execução por órgãos ou entidades de direito público, com autonomia administrativa, patrimônio próprio gerido pelos respectivos órgãos de direção, e funcionamento custeado por recursos da União e de outras fontes;
- Empresa pública: a entidade dotada de personalidade jurídica de direito privado, com patrimônio próprio e capital exclusivo da União, com criação autorizada por lei específica para a exploração de atividade econômica que o Governo seja levado a exercer por força de contingência (Eventualidade) ou de conveniência administrativa podendo revestir-se de qualquer das formas admitidas em direito;

Em conformidade com o que se dispõe no art 5º do Decreto-Lei nº 900, de 1969: Desde que a maioria do capital votante permaneça de propriedade da União, será admitida, no capital da Empresa Pública, a participação de outras pessoas jurídicas de direito público interno, bem como de entidades da Administração Indireta da União, dos Estados, do Distrito Federal e dos Municípios.
- Sociedades de economia mista: a entidade dotada de personalidade jurídica de direito privado, com criação autorizada por lei para a exploração de atividade econômica, sob a forma de sociedade anônima, cujas ações com direito a voto pertençam em sua maioria à União ou a entidade da Administração Indireta.[12]

Empresas controladas pelo Poder Público podem ou não compor a Administração Indireta, dependendo de sua criação ter sido ou não autorizada por lei. Existem subsidiárias (é uma espécie de subdivisão de uma empresa que se encarrega de tarefas específicas em seu ramo de atividade) que são controladas pelo Estado, de forma indireta, e não são sociedades de economia mista, pois não decorreram de autorização legislativa. No caso das que não foram criadas após autorização legislativa, elas só se submetem às derrogações do direito privado quando seja expressamente previsto por lei ou pela Constituição Federal de 1988, como neste exemplo: "Art. 37. XVII, CF - a proibição de acumular estende-se a empregos e funções e abrange autarquias, fundações, empresas públicas, sociedades de economia mista, suas subsidiárias, e sociedades controladas, direta ou indiretamente, pelo poder público".

### Agências reguladoras e executivas
As agências executivas e reguladoras fazem parte da administração pública indireta, são pessoas jurídicas de direito público interno e consideradas como autarquias especiais. Sua principal função é o controle de pessoas privadas incumbidas (encarregadas) da prestação de serviços públicos, sob o regime de concessão ou permissão.
- Agências reguladoras

As agências reguladoras são autarquias de regime especial, que regulam as atividades econômicas desenvolvidas pelo setor privado. Tais agências têm poder de polícia, podendo aplicar sanções (punição pela violação de uma lei,  "pena"). Possuem certa independência em relação ao Poder Executivo, motivo pelo são chamadas de "autarquias de regime especial". Nota-se que a Constituição Federal faz referência a "órgão regulador", não utilizando o termo "agência reguladora". Sendo "autarquias de regime especial", tais agências detêm prerrogativas (Privilégio atribuído a alguém pelo seu cargo) especiais relacionadas à ampliação de sua autonomia gerencial, administrativa e financeira. Embora tenham função normativa, não podem editar atos normativas primários (leis e similares), mas tão somente atos secundários (instruções normativas).
Sua função é regular a prestação de serviços públicos, organizar e fiscalizar esses serviços a serem prestados por concessionárias ou permissionárias (Empresa que recebeu a concessão/ consentimento/ licença para realizar algum serviço), com o objetivo garantir o direito do usuário ao serviço público de qualidade. Não há muitas diferenças em relação à tradicional autarquia, a não ser uma maior autonomia financeira e administrativa, além de seus diretores serem eleitos para mandato por tempo determinado.
Essas entidades podem ter as seguintes finalidades básicas:
- Fiscalizar serviços públicos (ANEEL, ANTT, ANAC, ANTAQ, ANATEL);
- Fomentar (Estimular/ Despertar) e fiscalizar determinadas atividades privadas (ANCINE);
- Regulamentar, controlar e fiscalizar atividades econômicas (ANP);
- Exercer atividades típicas de estado (ANA, ANVISA e ANS).
- Agências executivas

São pessoas jurídicas de direito público ou privado, ou até mesmo órgãos públicos, integrantes da Administração Pública Direta ou Indireta, que podem celebrar contrato de gestão com objetivo de reduzir custos, otimizar e aperfeiçoar a prestação de serviços públicos.
O poder público poderá qualificar como agências executivas as autarquias e fundações públicas que com ele  estabeleçam um contrato de gestão (CF, art. 37, § 8º) e atendam a outros requisitos previstos na Lei 9.649/1998 (art. 51). O contrato de gestão celebrado com o Poder Público possibilita a ampliação da autonomia gerencial, orçamentária e financeira das entidades da Administração Indireta. Tem por objeto a fixação de metas de desempenho para a entidade administrativa, a qual se compromete a cumpri-las, nos prazos acordados. Celebrado o requerido contrato, o reconhecimento à respectiva autarquia ou fundação pública como agência executiva é concretizado por decreto. Se a entidade autárquica ou fundacional descumprir as exigências previstas na lei e no contrato de gestão, poderá ocorrer sua desqualificação, também por meio de decreto.
Seu objetivo principal é a execução de atividades administrativas. Nelas há uma autonomia financeira e administrativa ainda maior. São requisitos para transformar uma autarquia ou fundação em uma agência executiva:
- Tenham planos estratégicos de reestruturação e de desenvolvimento institucional em andamento;
- Tenham celebrado contrato de gestão com o ministério supervisor.

Podemos citar como exemplos como agências executivas o INMETRO (uma autarquia) e a ABIN (apesar de ter o termo "agência" em seu nome, não é uma autarquia, mas um órgão público).

### Carreiras
Dentro da organização da Administração Pública do Brasil, integram o Poder Executivo Federal diversas carreiras estruturadas de servidores públicos, entre elas as de:
- Auditoria (Receita Federal, Previdência Social e Ministério do Trabalho);
- Educação (Escolas, institutos e universidades federais);
- Saúde (Hospitais);
- Ciclo de Gestão (Especialista em Políticas Públicas e Gestão Governamental; Analistas de Orçamento e Planejamento; Analista Técnico de Políticas Sociais; Analistas em Tecnologia da Informação; Técnico de Desenvolvimento e Administração/ Planejamento e Pesquisa do IPEA; Analista de Finanças e Controle; Analista de Comércio Exterior);
- Diplomacia (Diplomata, Oficial de Chancelaria e Assistente de Chancelaria);
- Militares (Forças Armadas - Oficiais e Praças do Exercíto, Marinha e Aeronáutica);
- Regulação Federal (Especialista em Regulação, Analista Administrativo e Técnico das Agências Reguladoras Federais - ANATEL, ANCINE, ANEEL, ANP, ANAC, ANTAQ, ANTT, ANVISA, ANS e ANA).
- Segurança Pública (cargos de praças e oficiais da PM, Policial Rodoviário Federal, Delegado, Perito Criminal, Papiloscopista, Escrivão e Agente das Polícias Federal e Polícia Civil e Oficial, Agente Técnico de Inteligência da ABIN),
- Supervisão do Mercado Financeiro e de Capitais (Analista e Técnico do Banco Central do Brasil, Analistas e Inspetor da CVM, Analista da SUSEP e PREVIC);
- Infraestrutura (Analista de Infraestrutura e cargo isolado de Especialista em Infraestrutura sênior).

Há, ainda, os servidores não estruturados em carreiras (integrantes do Plano de Classificação de Cargos de 1970), temporários, empregados públicos e terceirizados via convênio.

### Princípios
Segundo Hely Lopes Meireles, há 12  princípios básicos que regem a Administração Pública:
- Legalidade;
- Impessoalidade  ou Finalidade;
- Moralidade;
- Publicidade;
- Eficiência;
- Proporcionalidade;
- Razoabilidade;
- Ampla Defesa;
- Segurança Jurídica;
- Supremacia do Interesse Público;
- Contraditório;
- Motivação.

## Em Portugal
A Administração Pública Portuguesa pode ser categorizada em três grandes grupos, de acordo com a sua relação com o Governo:
- Administração direta do Estado;
- Administração indireta do Estado;
- Administração autônoma.

A administração direta do Estado reúne todos os órgãos, serviços e agentes do Estado que visam à satisfação das necessidades coletivas. Este grupo pode ser divido em:
- Serviços centrais - serviços com competência em todo o território nacional (exemplo: Direção-Geral de Administração Interna);
- Serviços periféricos - serviços regionais com zona de ação limitada a uma parcela do território nacional (exemplo: Direção Regional de Educação do Algarve).

A administração indireta do Estado constitui o segundo grupo e reúne as entidades públicas dotadas de personalidade jurídica e autonomia administrativa e financeira. Por prosseguir objetivos do Estado, entram na categoria de administração pública, mas por serem conseguidos por entidades distintas do Estado diz-se que é "administração indireta". Cada uma das entidades deste grupo está associada a um ministério, que se designa por "ministério da tutela".
Este grupo pode ser subdividido nos seguintes grupos:
- Serviços personalizados - pessoas coletivas de natureza institucional dotadas de personalidade jurídica (exemplos: Instituto Nacional de Estatística e Laboratório Nacional de Engenharia Civil);
- Fundos personalizados - pessoas coletivas de direito público, instituídas por ato do poder público, com natureza patrimonial (exemplo: Serviços Sociais da Polícia de Segurança Pública);
- Entidades públicas empresariais - pessoas coletivas de natureza empresarial, com fim lucrativo, que visam a prestação de bens ou serviços de interesse público, com total capital do Estado (exemplos: Hospital de Santa Maria e Hospital Geral de Santo António).

A administração autónoma constitui o terceiro e último grupo, reunindo as entidades que prosseguem interesses próprios das pessoas que as constituem e que definem autonomamente e com independência a sua orientação e atividade. Estas entidades podem ser subdivididas em três categorias:
- Administração regional (autónoma) - copia a organização das administrações direta e indireta do Estado, aplicando-a a uma região autónoma (exemplos: Administração Regional dos Açores e Administração Regional da Madeira);
- Administração local (autónoma) - copia a organização das administrações direta e indireta do Estado, aplicando-a a um nível local (exemplos: Município do Porto e Freguesia de Alcântara);
- Associações públicas - pessoas coletivas de natureza associativa criadas pelo poder público para assegurar a prossecução dos interesses não lucrativos pertencentes a um grupo de pessoas que se organizam para a sua prossecução (exemplo: Ordem dos Engenheiros).